# Київський обласний комітет Комуністичної партії України
Київський обласний комітет Комуністичної партії України — орган управління Київською обласною партійною організацією КП України (1932–1991 роки). Київська область утворена 27 лютого 1932 року з Київської округи УСРР.

## Перші секретарі обласного комітету (обкому)
- лютий 1932 — 10 червня 1934 — Демченко Микола Нестерович
- 10 червня 1934 — 16 січня 1937 — Постишев Павло Петрович
- 16 січня 1937 — вересень 1937 — Кудрявцев Сергій Олександрович
- вересень 1937 — 17 квітня 1938 — Євтушенко Дмитро Матвійович
- 17 квітня 1938 — вересень 1941 — Хрущов Микита Сергійович
- листопад 1943 — 22 березня 1947 — Хрущов Микита Сергійович
- 22 березня 1947 — 5 лютого 1949 — Сердюк Зіновій Тимофійович
- 5 лютого 1949 — вересень 1952 — Гриза Олексій Андріанович
- вересень 1952 — 1 лютого 1957 — Гришко Григорій Єлисейович
- 1 лютого 1957 — 16 серпня 1962 — Шелест Петро Юхимович
- 16 серпня 1962 — 7 січня 1963 — Дрозденко Василь Іванович
- 7 січня 1963 — 7 грудня 1964 (сільський) — Стафійчук Іван Йосипович
- 9 січня 1963 — 7 грудня 1964 (промисловий) — Дрозденко Василь Іванович
- 7 грудня 1964 — 24 березня 1966 — Дрозденко Василь Іванович
- 24 березня 1966 — квітень 1970 — Головченко Федір Петрович
- квітень 1970 — 4 листопада 1985 — Цибулько Володимир Михайлович
- 4 листопада 1985 — 2 квітня 1990 — Ревенко Григорій Іванович
- 2 квітня 1990 — серпень 1991 — Кикоть Анатолій Іванович

## Другі секретарі обласного комітету (обкому)
- лютий 1932 — липень 1932 — Маркітан Павло Пилипович
- липень 1932 — травень 1934 — Мусульбас Іван Андрійович
- травень 1934 — січень 1937 — Ільїн Ілля Львович
- травень 1937 — липень 1937 — Мірошниченко Іван Євгенович
- липень 1937 — вересень 1937 — Максимов Микола Антонович
- 27 грудня 1937 — травень 1938 — Костенко Михайло Васильович
- 6 червня 1938 — 3 лютого 1939 — Черепін Тихон Корнійович
- 3 лютого 1939 — вересень 1941 — Сердюк Зиновій Тимофійович
- листопад 1943 — 22 березня 1947 — Сердюк Зиновій Тимофійович
- затв. вересень 1947 — 5 лютого 1949 — Ніжинський Микола Павлович
- 5 лютого 1949 — травень 1950 — Москалець Костянтин Федорович
- травень 1950 — травень 1954 — Іващенко Ольга Іллівна
- 2 вересня 1954 — 1 лютого 1957 — Шелест Петро Юхимович
- 6 червня 1957 — 15 вересня 1961 — Танченко Іван Михайлович
- 15 вересня 1961 — 21 вересня 1962 — Ботвин Олександр Платонович
- 7 січня 1963 — 7 грудня 1964 (сільський) — Кобильчак Михайло Митрофанович
- 9 січня 1963 — 7 грудня 1964 (промисловий) — Ботвин Олександр Платонович
- 7 грудня 1964 — 22 березня 1965 — Ботвин Олександр Платонович
- 22 березня 1965 — 24 березня 1966 — Головченко Федір Петрович
- 24 березня 1966 — 24 травня 1971 — Сокол Володимир Васильович
- 24 травня 1971 — 23 жовтня 1975 — Литвинов Євген Леонтійович
- 23 жовтня 1975 — 16 грудня 1978 — Сущенко Андрій Севастянович
- 22 грудня 1978 — 12 вересня 1984 — Ревенко Григорій Іванович
- 12 вересня 1984 — 1 грудня 1988 — Маломуж Володимир Григорович
- 1 грудня 1988 — 2 квітня 1990 — Кикоть Анатолій Іванович
- листопад 1990 — серпень 1991 — Амелькін Анатолій Микитович

## Секретарі обласного комітету (обкому)
- січень 1932 — жовтень 1932 — Різниченко Яків Захарович (3-й секретар)
- грудень 1932 — 1934 — Кононов Олександр Гаврилович (із транспорту)
- 1933 — Бабко Василь Якимович
- березень 1935 — листопад 1936 — Налімов Михайло Миколайович (3-й секретар)
- листопад 1936 — травень 1937 — Мірошниченко Іван Євгенович (3-й секретар)
- травень 1937 — 1937 — Геращенко Петро Леонтійович (3-й секретар)
- 1937 — 27 вересня 1937 — Файбишев Олександр Миколайович (3-й секретар)
- 27 квітня 1938 — червень 1938 — Сердюк Зиновій Тимофійович (в.о. 3-го секретаря)
- 6 червня 1938 — 20 грудня 1938 — Співак Мойсей Семенович (3-й секретар)
- 20 грудня 1938 — 8 лютого 1941 — Довгошия Тимофій Васильович (3-й секретар)
- 10 червня 1939 — 1941 — Кисельов Костянтин Нестерович (по пропаганді)
- 10 червня 1939 — листопад 1939 — Бегма Василь Андрійович (по кадрах)
- березень 1940 — 16 травня 1941 — Пісковий Микола Єрофійович (по кадрах)
- 8 лютого 1941 — вересень 1941 — Мішин Михайло Петрович (3-й секретар)
- 16 травня 1941 — вересень 1941 — Вовкобрун Володимир Самсонович (по кадрах)
- 16 травня 1941 — вересень 1941 — Пісковий Микола Єрофійович (по водному транспорту)
- 16 травня 1941 — вересень 1941 — Петров Онисим Йосипович (по залізничному транспорту)
- 16 травня 1941 — вересень 1941 — Чорненький Данило Герасимович (по харчовій промисловості)
- 16 травня 1941 — вересень 1941 — Брожко Т.К. (по легкій і місцевій промисловості)
- 16 травня 1941 — вересень 1941 — Мокієнко Федір Васильович (по машинобудівній промисловості)
- 1943 — серпень 1946 — Бурденюк Федір Платонович (3-й секретар)
- 1943 — березень 1944 — Ромащенко Михайло Олексійович (по кадрах)
- березень 1944 — березень 1948 — Петров Онисим Йосипович (по кадрах)
- березень 1944 — квітень 1945 — Кривень Павло Васильович (по пропаганді)
- квітень 1945 — листопад 1946 — Короїд Олексій Степанович (по пропаганді)
- серпень 1946 — січень 1949 — Бабійчук Ростислав Володимирович (3-й секретар)
- листопад 1946 (оф. 22 березня 1947) — вересень 1947 — Ніжинський Микола Павлович (по пропаганді)
- березень 1948 — 5 лютого 1949 — Москалець Костянтин Федорович (по кадрах)
- березень 1948 — вересень 1949 — Горобей Андрій Іванович (по пропаганді)
- січень 1949 — лютий 1951 — Пильнік Петро Лаврентійович (3-й секретар)
- березень 1949 — вересень 1952 — Кожанов Григорій Петрович
- вересень 1949 — вересень 1952 — Короїд Олексій Степанович
- лютий 1951 — липень 1952 — Ракін Павло Михайлович
- липень 1952 — вересень 1952 — Пархоменко Федір Олександрович
- вересень 1952 — 4 лютого 1961 — Тронько Петро Тимофійович (по ідеології)
- липень 1954 — 16 серпня 1962 — Гаркуша Микола Андрійович (по сільському господарству)
- липень 1954 — 15 вересня 1961 — Рак Марфа Аврамівна
- 4 лютого 1961 — 20 липня 1961 — Шевель Георгій Георгійович (по ідеології)
- 20 липня 1961 — 7 січня 1963 — Бойченко В'ячеслав Олександрович (по ідеології)
- 15 вересня 1961 — 7 січня 1963 — Дмитрук Віра Максимівна
- 16 серпня 1962 — 7 січня 1963 — Кобильчак Михайло Митрофанович (по сільському господарству)
- 7 січня 1963 — 7 грудня 1964 — Дмитрук Віра Максимівна (сільський по ідеології)
- 7 січня 1963 — 7 грудня 1964 — Ситник Іван Никифорович (сільський парт-держ. контроль)
- 9 січня 1963 — 7 грудня 1964 — Бойченко В'ячеслав Олександрович (промисловий по ідеології)
- 9 січня 1963 — 7 грудня 1964 — Лободін Петро Семенович (промисловий парт-держ. контроль)
- 7 грудня 1964 — червень 1968 — Дмитрук Віра Максимівна (по ідеології)
- 7 грудня 1964 — 16 червня 1967 — Кобильчак Михайло Митрофанович (по сільському господарству)
- 7 грудня 1964 — 23 вересня 1965 — Ситник Іван Никифорович
- 7 грудня 1964 — лютий 1966 — Лободін Петро Семенович (парт-держ. контроль)
- грудень 1965 — 24 березня 1966 — Сокол Володимир Васильович
- липень 1966 — 11 лютого 1974 — Харчук Євген Федорович
- 16 червня 1967 — 23 жовтня 1975 — Сущенко Андрій Севастянович (по сільському господарству)
- червень 1968 — 28 листопада 1972 — Рудич Фелікс Михайлович (по ідеології)
- 28 листопада 1972 — квітень 1978 — Капто Олександр Семенович (по ідеології)
- лютий 1974 — 12 червня 1975 — Гайовий Володимир Максимович
- 12 червня 1975 — 22 грудня 1978 — Ревенко Григорій Іванович
- 23 жовтня 1975 — 4 квітня 1987 — Соколов Юрій Михайлович (по промисловості)
- квітень 1978 — 22 липня 1987 — Павленко Леонід Іванович (по ідеології)
- 22 грудня 1978 — 9 грудня 1985 — Ткаченко Микола Веремійович (по сільському господарству)
- 21 грудня 1985 — 1 грудня 1988 — Кикоть Анатолій Іванович (по сільському господарству)
- 4 квітня 1987 — 1 грудня 1988 — Куцай Іван Леонтійович (по соц-економічному розвитку)
- 22 липня 1987 — 1991 — Донченко Микола Тимофійович (по ідеології)
- 1 грудня 1988 — 25 травня 1990 — Каплін Юрій Петрович (по соц-економічному розвитку)
- 17 грудня 1988 — листопад 1990 — Амелькін Анатолій Микитович (по сільському господарству)
- листопад 1990 — 1991 — Поліщук Анатолій Костянтинович (по соц-економічному розвитку)

## Заступники секретарів обласного комітету (обкому)
- (затв.) березень 1945 — листопад 1946 — Чорненький Данило Герасимович (заст. секретаря обкому по харчовій промисловості)
- (затв.) березень 1945 — листопад 1948 — Шмирін Никандр Омелянович (заст. секретаря обкому по машинобудівній промисловості)
- (затв.) березень 1945 — листопад 1948 — Шерстюк Степан Савелійович (заст. секретаря обкому по промисловості)
- (затв.) серпень 1945 — листопад 1948 — Покровський Микола Олексійович (заст. секретаря обкому по транспорту)
- лютий (затв. вересень) 1946 — березень 1947 — Мокієнко Федір Васильович (заст. секретаря обкому по паливній промисловості)
- затверджений березень 1946 — листопад 1948 — Бельтюков К.Г. (заст. секретаря обкому по будівництву і будівельних матеріалах)
- затверджений листопад 1946 — квітень 1948 — Миронов Іван Гнатович (заст. секретаря обкому по торгівлі і громадському харчуванню)